# تيوتيهواكان

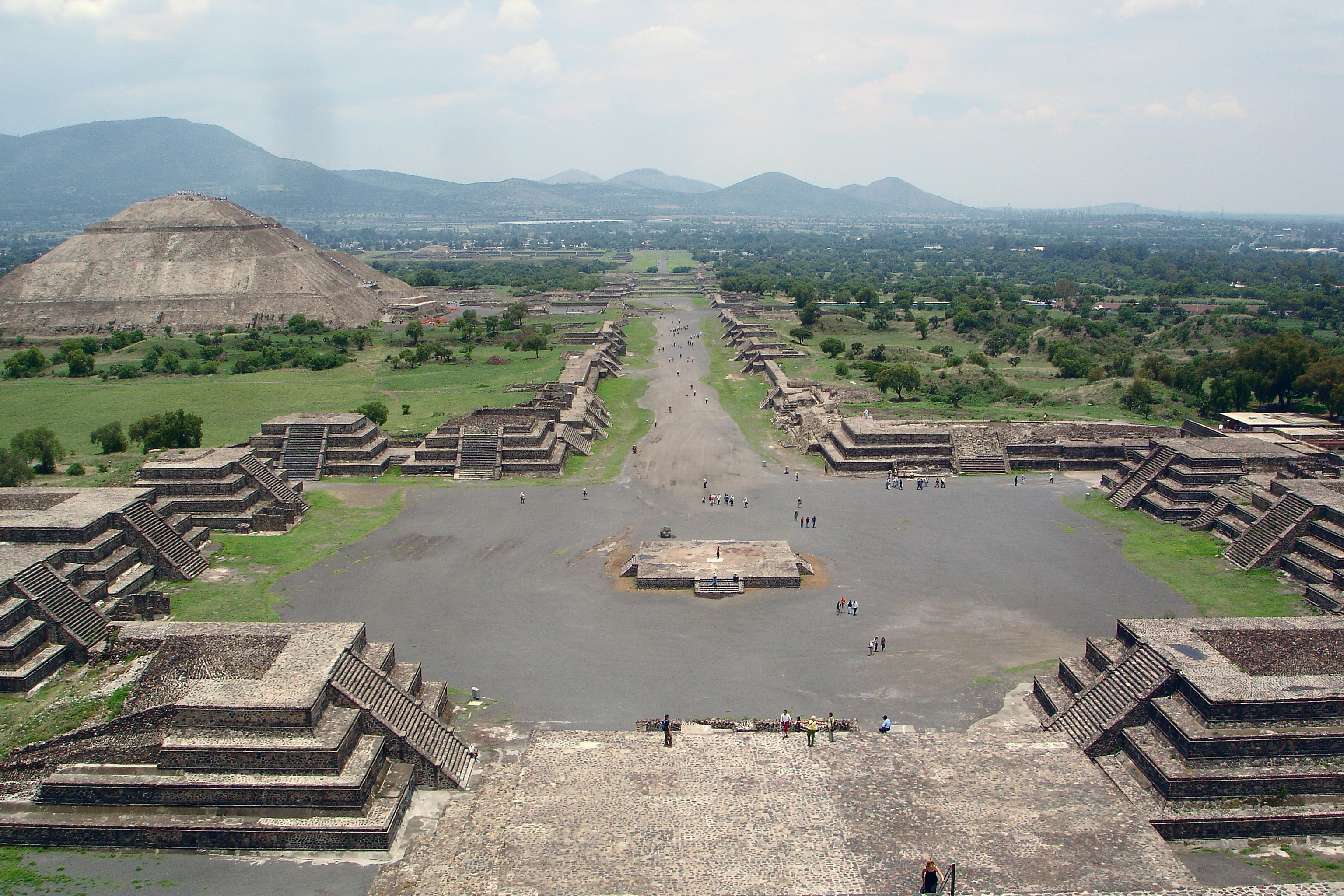
منظر لأهرامات الشمس وساحة الأموات من على هرم القمر. ويرى هرم الشمس الكبير في الخلفية إلى اليسار.

تيوتيهواكان (Teotihuacan) هي مدينة أثرية قديمة قرب مكسيكو سيتي في وسط المكسيك وتدعى أيضا تيوتيواكان ، وازدهرت بين عامي 200 م و750 م تقريبا. بها أهرام للشمس والقمر ومدافن وقصور ومساكن كثيرة وكانت مساحتها 12 كم مربع في أوج ازدهارها. تقع مدينة تيوتيهواكان على بعد نحو 40 كيلمترا شمال شرق مدينة مكسيكو عاصمة المكسيك. يتألف مركز  تيوتيهواكان  من طريق طويل يميل بإتجاه الشرق بنحو 17 درجة ويعرف باسم أزتكي. وتنتظم على جانبي الشارع معابد صغيرة وهرم الشمس المدرج الهائل من الناحية الشرقية والفناء الذي أطلق علية الإسبان كيوداديلا أو القلعة. يضم الفناء معبد كيوانزكواتل وهناك قصر في النهاية الشمالية للشارع تحيط به أبنية المعابد وهرم القمر. وقد كانت المدينة مبنية على تصميم متعامد مثل المدن العصرية وشيدت مجمعات كبيرة كي تطابق التصميم الأصلي وقد ضم المجمع السكني في تيوتيهواكان عددا من الأفنية المفتوحة تحيط بها الأروقة المعبدة المسقوفة تفضي إلى غرف. وكان هناك في أغلب الظن معبد صغير لأهالي المجمع. في الإمكان استنتاج أن المجمعات كانت تقطنها أسر كبيرة مع خدمها. ويطلق على السمة المعمارية المميزة له اسم «ثالود تابليدو».ونحت على التابليدرات في معبد كيزواتزكواتل جسم متموج لثعبان يكسوه الريش وأصداف بحرية ورؤوس للثعابين المكسوة بالريش. وكان هناك 360 رأسا تماثل أيام السنة والبناية الوحيدة الأخرى التي تنفرد بهذه السمات التقويمية هي معبد الكوات في آيل تاجين.

## ألغاز المدينة

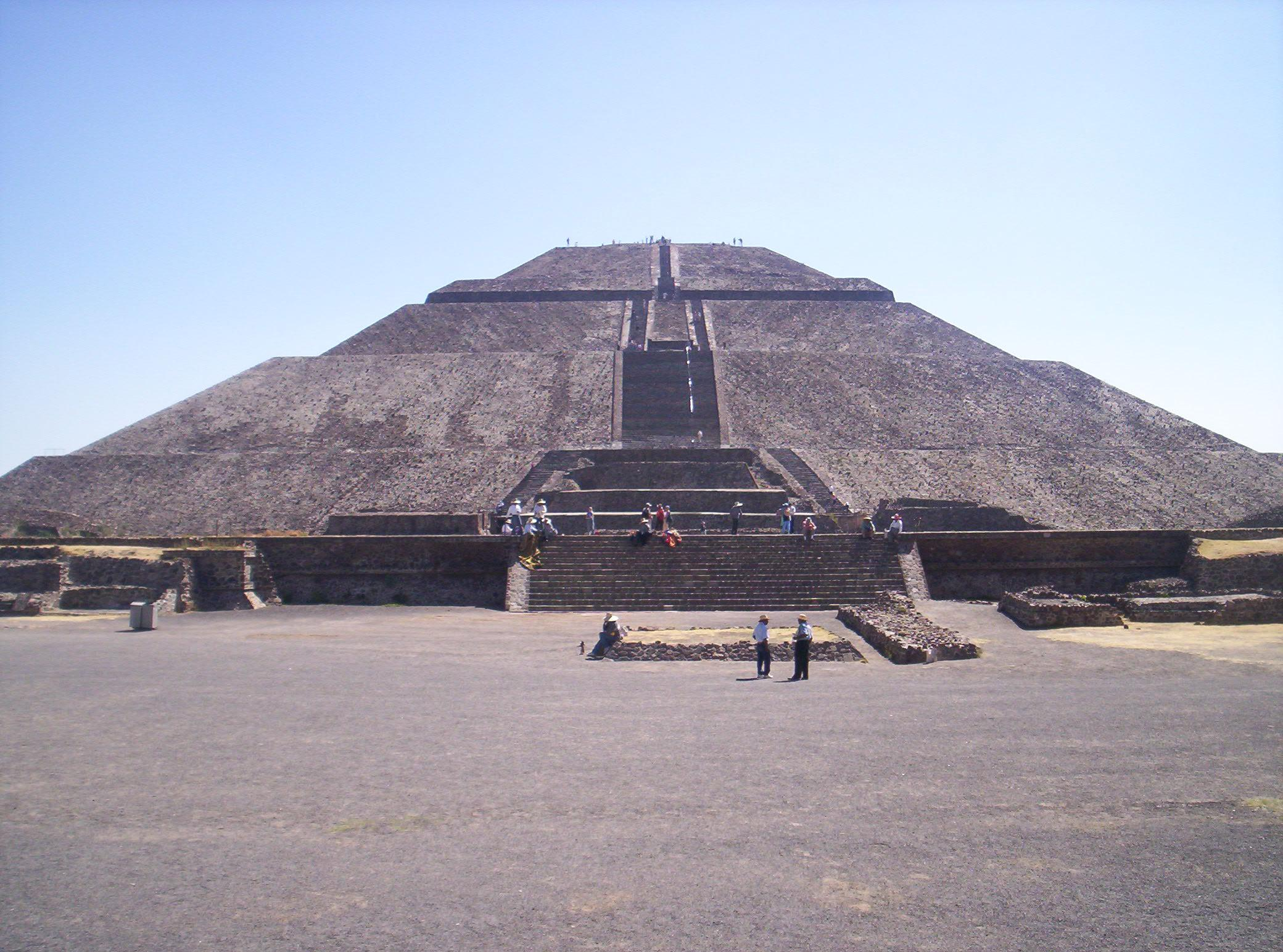
هرم الشمس المدرج الكبير في تيوتيهواكان، المكسيك.

هناك أسئلة تطرحها هذه المدينة ولا تجد لها إجابة فلا يُعرف من أمر ببنائها أو ماذا كانت تُدعى ومن كان يسكنها، وقد كانت مهجورة في زمن الأزتك الذين عاصمتهم تينوتشتيتلان 50 كم جنوبا منها واعتبروها مكانا أسطوريا وأعطوها اسمها الذي لا تزال تعرف به إلى اليوم والذي يعني بلغة ناهواتل «حيث يصبح الناس آلهة». وقد أظهرت الأنفاق التي حفرت إلى داخل هرم الشمس أن ركامات كسر الحجارة المستخدمة في الطمي تضمنت تماثيل صغيرة من الفترة ما قبل الكلاسيكية مما يدل بوضوح أن الهرم يرجع إلى هذه الفترة وهذا الهرم ومعبد كيوانز الكواتل اللذان شيدا في مستهل الفترة الكلاسيكية هما أقدم الأبنية في الموقع.

## تاريخ المدينة
تقول آخر الاكتشافات أن تاريخ المدينة ربما يبدأ لقرن أو اثنين قبل الميلاد وبدأت مثل رقعة شطرنج في بنايات على ارتفاع 2300 متر فوق مستوى سطح البحر ثم ازدهرت بالقصور والمساكن حتى شغلت مساحة تصل إلى نحو 20 كيلومتر مربع. وأما أكبر أهراماتهم فهو هرم الشمس وحملوا أطنانا من الحجارة والتراب لتكوين هذا الهرم وهو في نفس مساحة هرم خوفو تقريبا، إلا أنه أقصر منه حيث يبلغ طوله 62 مترا فقط (ارتفاع الهرم الأكبر في الجيزة بمصر كان يصل إلى 147 متر)..وتوجد على قمة هرم الشمس معبد نجا من أغلب الكوارث، والزعم يرى أن بناءه كان على نقطة في الأفق حيث تغرب الشمس في الانقلاب الصيفي. وهناك هرم آخر وهو أقصر بنحو 40 مترا من هرم الشمس ويعرف بهرم القمر ولا يوجد معبد عليه.
وفي القرن الأول للميلاد تم بناء معبد لكيتزالكواتل إله الريح وتلالوك إله المطر وكلها أسماء أزتكية وقد شيدت الأبنية الكلاسيكية ضمن أراضي مرتفعة في غواتيمالا بأسلوب تالود نابليرو وشاع استخدام الآنية الثلاثية القوائم والأغطية المخروطية وقد وصل تأثير تيوتيهواكان إلى أراضي المايا المنخفضة فقد عثر على الفخار في عدد من المواقع في يوكانان وضمن نطاق أراضي المايا الجنوبية وحتى كوبان في هندوراس وكانت السلالة الحاكمة في نيكال على صلة وثيقة مع تيوتيهواكان كما الآثار حيث تبين حاكما مرتديا التاج والصولجان والشعارات التي تميز المايا إلا أن هناك محاربين ملابس الحرس ولا يعرف بالضبط هوية الحاكم بيد أن هناك احتمالا كبيرا أن يكون من الأتباع الذين نصبهم التيوتيهواكانييون ومنحوه نوعا من الحماية.

## النهاية
بدأت تيوتيهواكان تنحدر في القرن السادس بشكل متزايد بسبب انتزاع الغابات وحلت محلها السهوب فأتى الجفاف ومعه المجاعة فتركها أهلها وفي عام 750 تقريبا كانت المدينة مهجورة لتأتي ققبائل تولتك لتدق المسمار الأخير في نعش المدينة عام 900 تقريبا عندما هاجموها بقيادة زعيمهم كيتزال كواتل.

## الاكتشافات

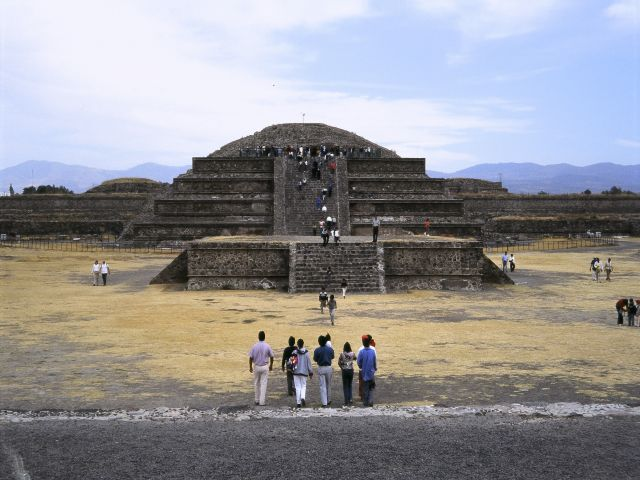
المنطقة الداخلية لـ "سويداديلا" ومعبد كويتزالكواتل Quetzalcóatl (أو معبدالحية المجنحة)

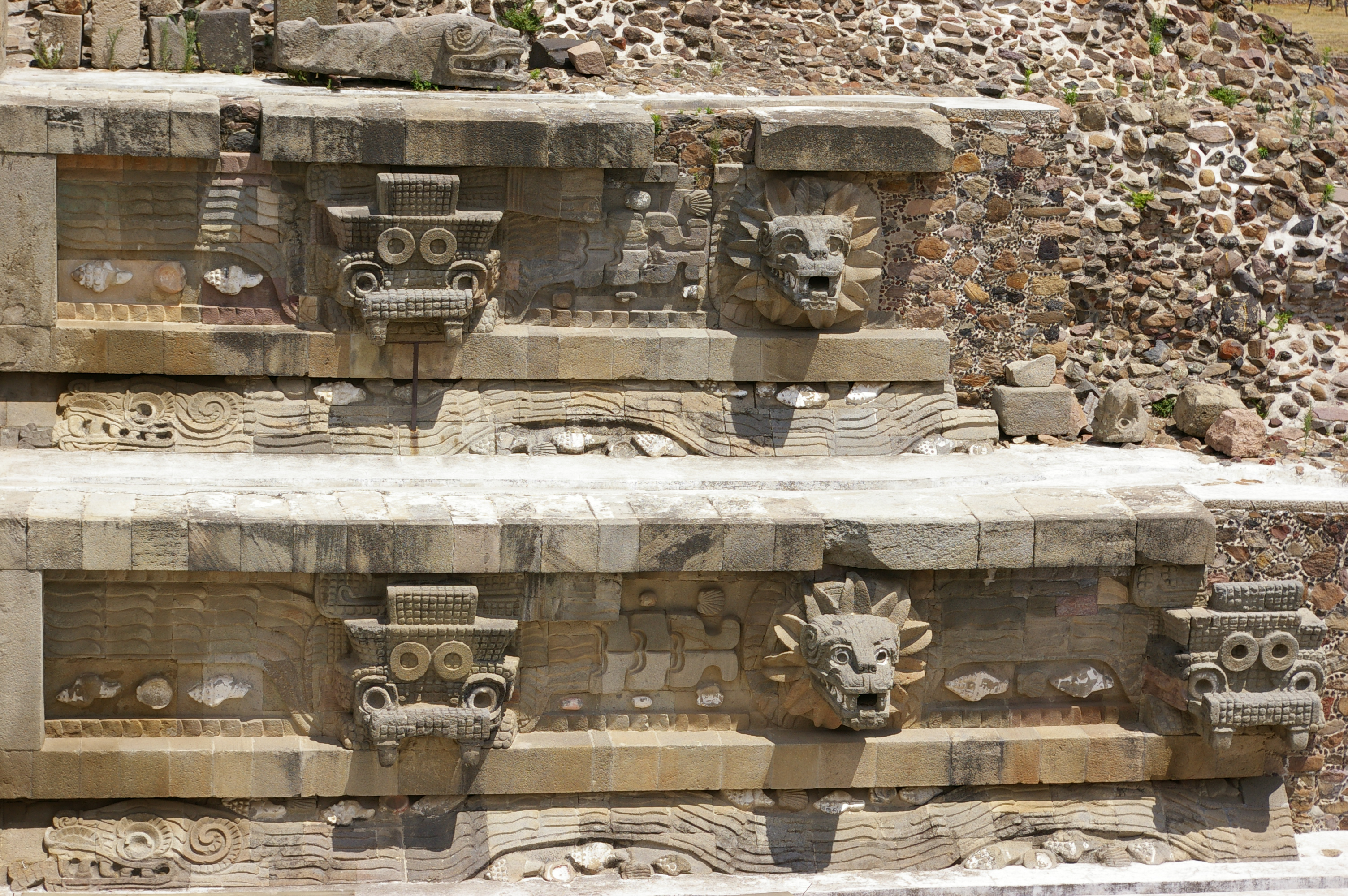
أشكال رؤوس عجيبة على معبد كويتزالكواتل (معبد أو هرم الحية المجنحة).

يرى علماء الآثار أن هناك أحياء عاش فيها العمال والحرفيون، وفيها وجدوا أدوات وأسلحة صنعت من السبج (زجاج بركاني صلب أسود اللون) وكذلك عُثر على مصنوعات من التراب والذهب للطبقات الأعلى.
أصبحت المدينة مركزا مزدهرا للدين والتجارة في القرنين الأول والثاني وفي وقت ما وصل سكانها إلى 150,000 نسمة وزُينت جدران المعابد والقصور برسوم وصور رائعة لآلهتهم وكذلك أقنعتهم والتي تم نحتها بالصخر أحجار الفيروز والسبج وأصداف بلح البحر الحمراء وعروق اللؤلؤ.
و قد أظهر مشروع نفذته جامعة روجستر لوضع خرائط للمدينة والذي تم فيه فحص أكثر من 5000 بناية وجمع الملتقطات السطحية من كل المنطقة أنه كانت هناك 400 محل عمل لصنع الأدوات والأسلحة و 300 مصنع للفخار وعدد من المصانع للحرف الأخرى ووجدوا أيضا أن المدينة كانت مقسمة إلى عدد من المحلات المخصصة لحرف متعددة وكان أحد المحلات ذا أهمية خاصة حيث كان كل الفخار والمصنوعات اليدوية مصنوعة وفق أسلوب أواكساكا وفيه أيضا مقبرة مشيدة بالأسلوب نفسه إلا أن الأبنية كانت مصممة حسب أسلوب تيوتيهواكان ومن غير المؤكد أن تكون هذه المحلات أجزاء منفصلة من المدينة يرتادها التجار الذين يأتون إلى تيوتيهواكان أو محل إقامة سفراء المقاطعات وهناك احتمال في أنها كانت محلات إقامة جبرية للرهائن في تيوتيهواكان الذين كانوا يحتجزون فيه لضمان طاعة الأقاليم التي ينتمون إليها.

## معرض صور

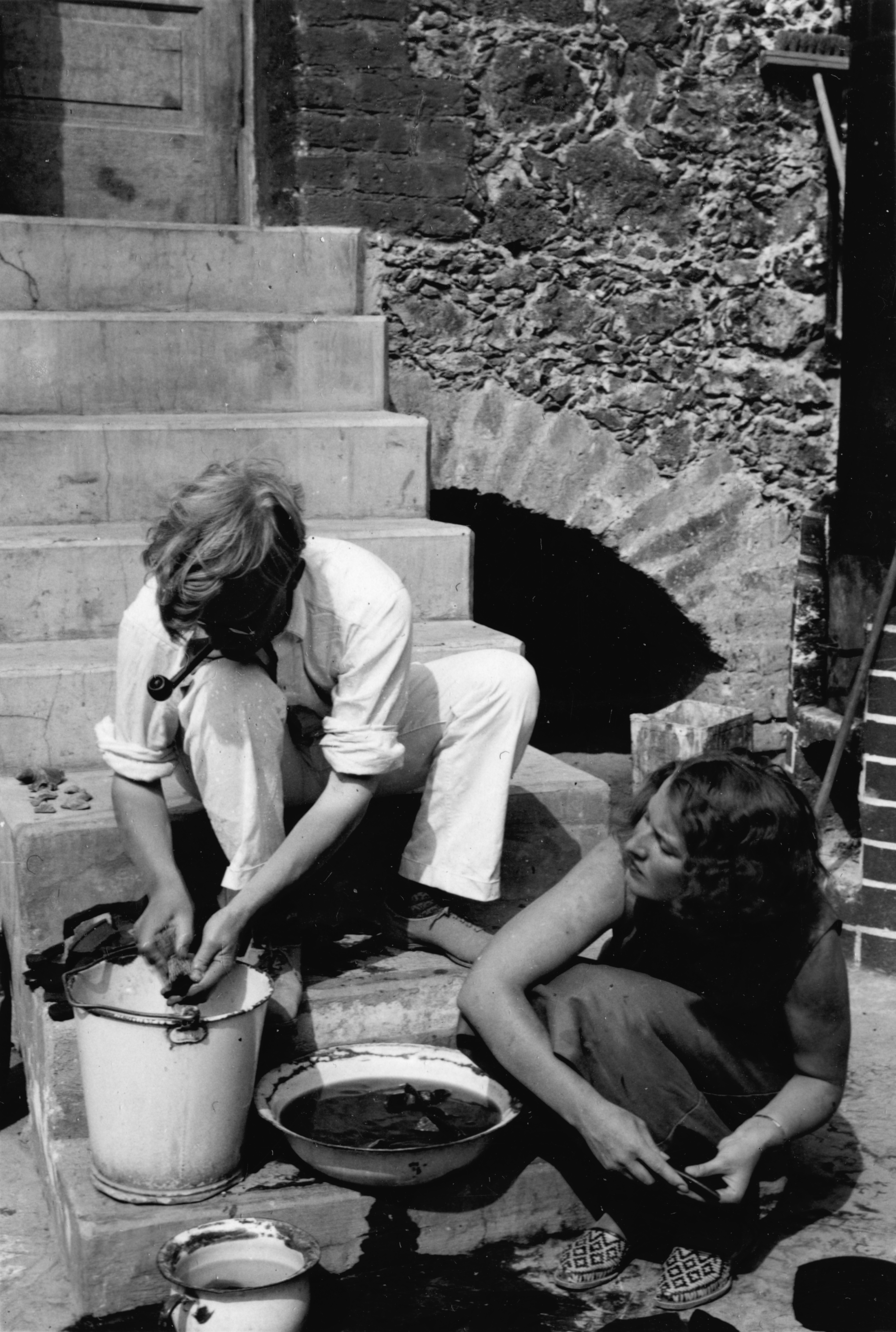